# Rasina (district)
Pour les articles homonymes, voir Rasina.
Le district de Rasina (en serbe cyrillique : Расински округ ; en serbe latin : Rasinski okrug) est une subdivision administrative de la république de Serbie. Au recensement de 2011, il comptait 240 463 habitants. Le centre administratif du district de Rasina est la ville de Kruševac.
Le district est situé au sud de la Serbie.

## Villes et municipalités du district de Rasina
| Nom           | Superficie (en km²) | Population 2002 | Population 2011 | Statut       |
| ------------- | ------------------- | --------------- | --------------- | ------------ |
| Aleksandrovac | 387                 | 29 389          | 26 534          | Municipalité |
| Brus          | 606                 | 18 764          | 16 293          | Municipalité |
| Varvarin      | 249                 | 20 122          | 17 772          | Municipalité |
| Kruševac      | 854                 | 131 368         | 127 429         | Ville        |
| Trstenik      | 448                 | 49 043          | 42 989          | Municipalité |
| Ćićevac       | 124                 | 10 755          | 9 446           | Municipalité |
| Total         | 2 668               | 259 441         | 240 463         |              |